# Таракановский мост (Обводный канал)
Тарака́новский мост — пешеходный металлический балочный мост-теплопровод через Обводный канал в Адмиралтейском районе Санкт-Петербурга, соединяет Безымянный остров и левый берег Обводного канала.

## Расположение
Расположен в створе улицы Циолковского. Выше по течению находится Краснооктябрьский мост, ниже — Борисов мост.
Ближайшая станция метрополитена — «Балтийская» (670 м).

## Название
Название моста известно с 1930-х годов и дано по наименованию Таракановской улицы (с 1952 года — улица Циолковского), которая была названа по речке Таракановке, соединявшей реки Фонтанку и Екатерингофку. В 1907—1908 годах её частично засыпали, и между набережными Фонтанки и Обводного канала образовалась Таракановская улица. В XIX веке название Таракановский носили несколько мостов через Таракановку, но после засыпки участка реки от Фонтанки до Бумажного канала все они были разобраны.

## История
В 1933 году через Обводный канал напротив завода «Красный треугольник» и Таракановского бульвара был построен деревянный пешеходный мост. Изначально проектировалось два моста арочной или балочной конструкции, но из-за нехватки средств было решено построить временную деревянную переправу, сместив её вверх по течению, чтобы в будущем можно было без помех соорудить постоянный мост. Проект деревянного моста был разработан инженером М. И. Ждановым. Для пролётного строения использовали проект подмостей, длину которых увеличили до 12 м. Строительство велось под руководством инженера П. П. Степнова.
Мост был семипролётный, средний пролёт перекрывался дощато-гвоздевой фермой. Длина моста составляла 34,0 м, ширина — 3,0 м. Это был первый мост такой конструкции, построенный в советское время, и единственный мост в Ленинграде. Для антисептирования доски пропитывались креозотом. Обследование моста, проведенное в 1983 и 1984 годах мостоиспытательной лабораторией Ленмосттреста, установило, что в случае ремонта этой фермы необходимо заменить всего лишь 20—25 % её элементов. 
Существующий мост построен в 1974—1975 годах по проекту инженера «Ленгипроинжпроекта» А. Д. Гутцайта. Торшеры на мосту выполнены по проекту архитектора А. Б. Лебединской. Строительство выполнило СУ-2 треста Ленмостострой под руководством главного инженера Л. С. Кулибанова и старшего производителя работ В. К. Кириллова. Руководство Ленмосттреста выступило инициатором сохранения двух дощато-гвоздевых ферм старого моста для экспонирования в музее, однако это не было реализовано. Деревянный мост существовал до середины 1980-х годов и затем был разобран.
В 2005 году неподалёку от моста на улице Циолковского был открыт памятник К. Э. Циолковскому.

## Конструкция
Мост однопролётный металлический балочный. Пролётное строение выполнено в виде двух металлических балок двутаврового сечения с криволинейным очертанием нижнего пояса. Мост монтировался как балочно-консольный с последующим объединением консолей в середине пролёта, что позволило зрительно облегчить конструкцию пролётного строения. Устои из монолитного железобетона на свайном основании, облицованы гранитными плитами. Опоры выдвинуты из линии набережной в русло и сопрягаются с ними плавными кривыми. Длина моста составляет 32,5 м, ширина — 3,5 м. 
Мост пешеходный, также служит коммуникационным переходом через Обводный канал. Покрытие прохожей части моста эпосланбетон. Перильное ограждение металлическое простого рисунка, завершается на гранитными тумбами. На устоях моста установлены четыре металлических торшера освещения с четырехгранными фонарями, стилизованные в классическом духе.